# ارچی کلمنت (بازیکن فوتبال)
ارچی کلمنت (انگلیسی: Archie Clement; ۲۷ نوامبر ۱۹۰۱ – ۱۹۸۴ (۸۲−۸۳ سال)) بازیکن فوتبال اهل بریتانیا بود.
از باشگاه‌هایی که در آن بازی کرده‌است می‌توان به باشگاه فوتبال دارتفورد، باشگاه فوتبال یئوویل تاون، باشگاه فوتبال سیتینگبورو، باشگاه فوتبال ساوتپورت، باشگاه فوتبال گرایس اتلتیک، باشگاه فوتبال میلوال، باشگاه فوتبال واتفورد، باشگاه فوتبال چتم، و باشگاه فوتبال ویتستیبل تاون اشاره کرد.